# 小行星24153
小行星24153（24153 Davidalex）是一颗绕太阳运转的小行星，为主小行星带小行星。该小行星于1999年11月发现。

## 轨道参数
小行星24153的轨道半长轴为376 714 686 km，2.5181463 UA，离心率为0.085。